# Pointe Beautiran
La pointe Beautiran est un cap de Guadeloupe.

## Géographie

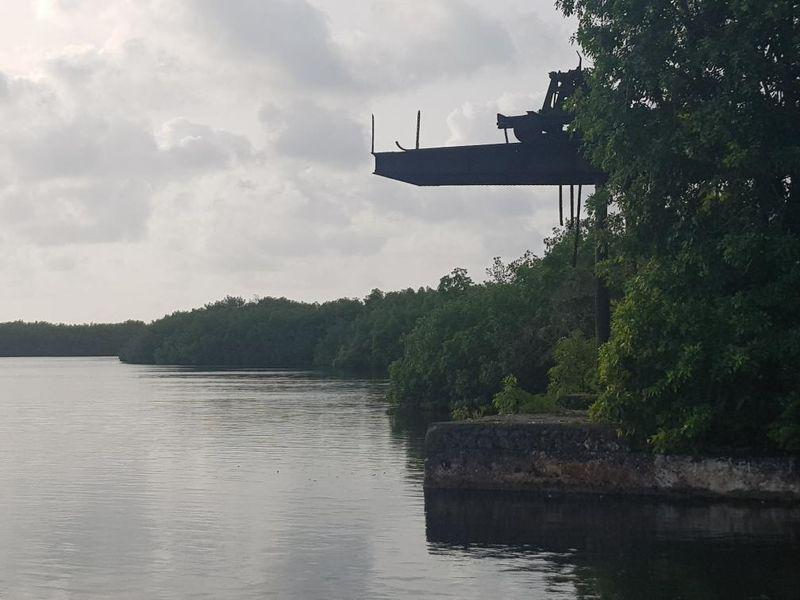
Ancien port d'embarquement de Beautiran.

Elle marque l'extrémité de l'ancien port d'embarquement de Beautiran, sur la commune de Petit-Canal, est bordé par l'anse du Canal à l'ouest et fait face à la pointe Sable de Bar.